# Söderbäckssjön
Söderbäckssjön är en sjö i Vindelns kommun i Västerbotten och ingår i Umeälvens huvudavrinningsområde. Sjön har en area på 0,56 kvadratkilometer och ligger 190,3 meter över havet. Sjön avvattnas av vattendraget Bumyrbäcken.

## Delavrinningsområde
Söderbäckssjön ingår i det delavrinningsområde (711504-169166) som SMHI kallar för Mynnar i Tvärån. Medelhöjden är 213 meter över havet och ytan är 16,31 kvadratkilometer. Det finns inga avrinningsområden uppströms utan avrinningsområdet är högsta punkten. Bumyrbäcken som avvattnar avrinningsområdet har biflödesordning 3, vilket innebär att vattnet flödar genom totalt 3 vattendrag innan det når havet efter 70 kilometer. Avrinningsområdet består mestadels av skog (74 procent). Avrinningsområdet har 0,61 kvadratkilometer vattenytor vilket ger det en sjöprocent på 3,7 procent.